# اوربوت
اوربوت (بالإنجليزية: Orbot)‏ هو مشروع برمجيات حرة لتوفير إخفاء الهوية على الإنترنت لمستخدمي نظام تشغيل أندرويد. يعمل كمثال على شبكة تور على هذه الأجهزة المحمولة ويسمح بتوجيه حركة المرور من متصفح الويب الخاص بالجهاز، برنامج البريد الإلكتروني، برنامج الخريطة، إلخ، من خلال شبكة تور ، مما يوفر إخفاء الهوية للمستخدم.
يتم استخدام هذه الأداة للحفاظ على اتصالات المستخدمين مجهولة المصدر ومخبأة من الحكومات والجهات الخارجية التي قد تراقب حركة مرور الإنترنت الخاصة بهم.

## روابط خارجية
- اوربوت على موقع Google Play (الإنجليزية)

اوربوت على جوجل بلاي
اوربوت على إف-درويد
تنزيل اوربوت على أندرويد